# Hattfjelldal
Hattfjelldal en norvégien ou Aarborte en same du Sud est une kommune de Norvège. Elle est située dans le comté de Nordland.

## Localités
- Åkervika (65° 43′ 00″ N, 13° 57′ 00″ E)
- Grubben (65° 40′ 00″ N, 14° 08′ 00″ E)
- Hattfjelldal (65° 29′ N, 13° 58′ E)
- Krutåga (65° 42′ 00″ N, 14° 10′ 00″ E)

## Personnalités liées à la commune
- Oscar Kapskarmo (2000-), footballeur né à Hattfjelldal.